# V zajetí geografie
V zajetí geografie: Jak lze pomocí deseti map pochopit světovou politiku (v anglickém originále Prisoners of Geography: Ten Maps That Tell You Everything You Need to Know About Global Politics), zkráceně V zajetí geografie (v anglickém originále Prisoners of Geography), je nonfikční kniha britského spisovatele a novináře Tima Marshalla o geopolitice z roku 2015.
V roce 2019 autor vydal také dětskou ilustrovanou verzi této knihy s názvem Prisoners of Geography - Our World Explained in 12 Simple Maps, která byla nominována na ocenění Waterstones Book of the Year. Pokračování Power of Geography vyšlo v roce 2021.

## Souhrn
Kniha V zajetí geografie je souborem postřehů o minulé i současné geopolitice nahlížené optikou geografie. Tim Marshall na různých světových příkladech zpochybňuje obecně rozšířený názor, že technologie umožňují lidem překonat omezení a zranitelnost danou geografií a učinit ji pro geopolitiku a konflikty irelevantní. Marshall se zasazuje o navrácení slova „geo“ do slova „geopolitika“ a tvrdí, že geografie je často vyřazována z diskusí a analýz historických i současných konfliktů a příběhů vývoje států.
Kniha se zabývá geopolitickou situací v několika důležitých regionech světa, včetně Ruska, Činy, Spojených států, Evropy, Arabského světa, jižní Asie (především se zaměřením na geopolitické anomálie Indie a Pákistánu), Afriky, Japonska a Koreji, Latinské Ameriky a Severního ledového oceánu (v posledním případě především se zaměřením na geopolitiku závodu o arktické zdroje).
Kniha popisuje, jaký vliv může mít geografie na mezinárodní dění, a nabízí vysvětlení takových geopolitických událostí, jako je ruská anexe Krymu (založená na potřebě Ruska udržet si přístup k nemrznoucím přístavům) a čínská činnost v Tibetu (založená na zájmu Číny prosadit svou hranici s Indií).
Tim Marshall se na základě svých přímých zkušeností z konfliktů v oblastech od Balkánu po Sýrii zabývá tím, jak je lepší porozumění geografii zásadní, chceme-li plně pochopit minulost, současnost a budoucnost chování národních států. Kniha na příkladech Ruska a Arktidy zkoumá, jak je geografie rozhodujícím faktorem v mírových i válečných procesech, a analyzuje způsoby, jimiž může hojnost či nedostatek zdrojů současně stimulovat i omezovat hospodářský rozvoj států.
Autor na příkladu Středního východu, konkrétně Sýrie, ukazuje, jak škodlivé a katastrofální může být západní nepochopení topografie. Popisuje, jak tyto případy geografické neznalosti a přílišné spoléhání na technologie mohou hrát rozhodující roli ve výsledku konfliktů.
V závěru znovu zdůrazňuje význam geografie a ústřední roli, kterou musí hrát porozumění fyzické krajině, chceme-li porozumět budoucím konfliktům, zejména proto, že podle jeho názoru technologie povede k rozšíření konfliktů do vesmíru, neboť budou vznášeny nároky na dosud neobsazené prostory.

## Přijetí
Kniha se stala bestsellerem New York Times a bestsellerem Sunday Times.
Douglas Webster v časopise American Association of Geographers' Review of Books napsal: „Kniha je zjevně přitažlivá, což potvrzuje i její dosavadní úspěch, jako čtivá a informativní učebnice současné geografické dynamiky z geopolitické perspektivy.“ Zároveň poznamenal, že ji budou kritizovat zastánci globálních studií, kteří vidí větší vliv sociologických než geografických faktorů.
Berlínský geograf Hans-Dietrich Schultz kritizuje, že kniha vychází ze starých geografických prostorových argumentů regionální geografie 19. století, které jsou zcela v rozporu se současným stavem geografického výzkumu. Kritizuje Marshallovy výklady o geopolitickém vztahu Ruska k Ukrajině: „Skutečnost, že současná ruská politika má co do činění také se sociálními podmínkami Ruska, jeho divokým kapitalismem a kleptokratickou elitou, zůstává skryta za pronikavě vzývaným prostorovým determinismem, který je třeba uznat za „rozhodující faktor v běhu lidských dějin“. Naproti tomu je třeba poznamenat: Fyzické objekty, jako jsou Marshallovy věčné hory, pláně a řeky, samy od sebe nic nechtějí. Nejednají, nic nediktují, nic nevnucují, nic nesvádějí a samy od sebe se nestaví na žádnou stranu.“